# Wapnik
Wapnik est un village polonais de la voïvodie de Varmie-Mazurie, dans le powiat de Lidzbark.

## Histoire
De 1818 à 1945, Kalkstein fait partie de l'arrondissement d'Heilsberg dans le district de Königsberg au sein de la province de Prusse-Orientale.